# St. Sebastian (Neuthard)

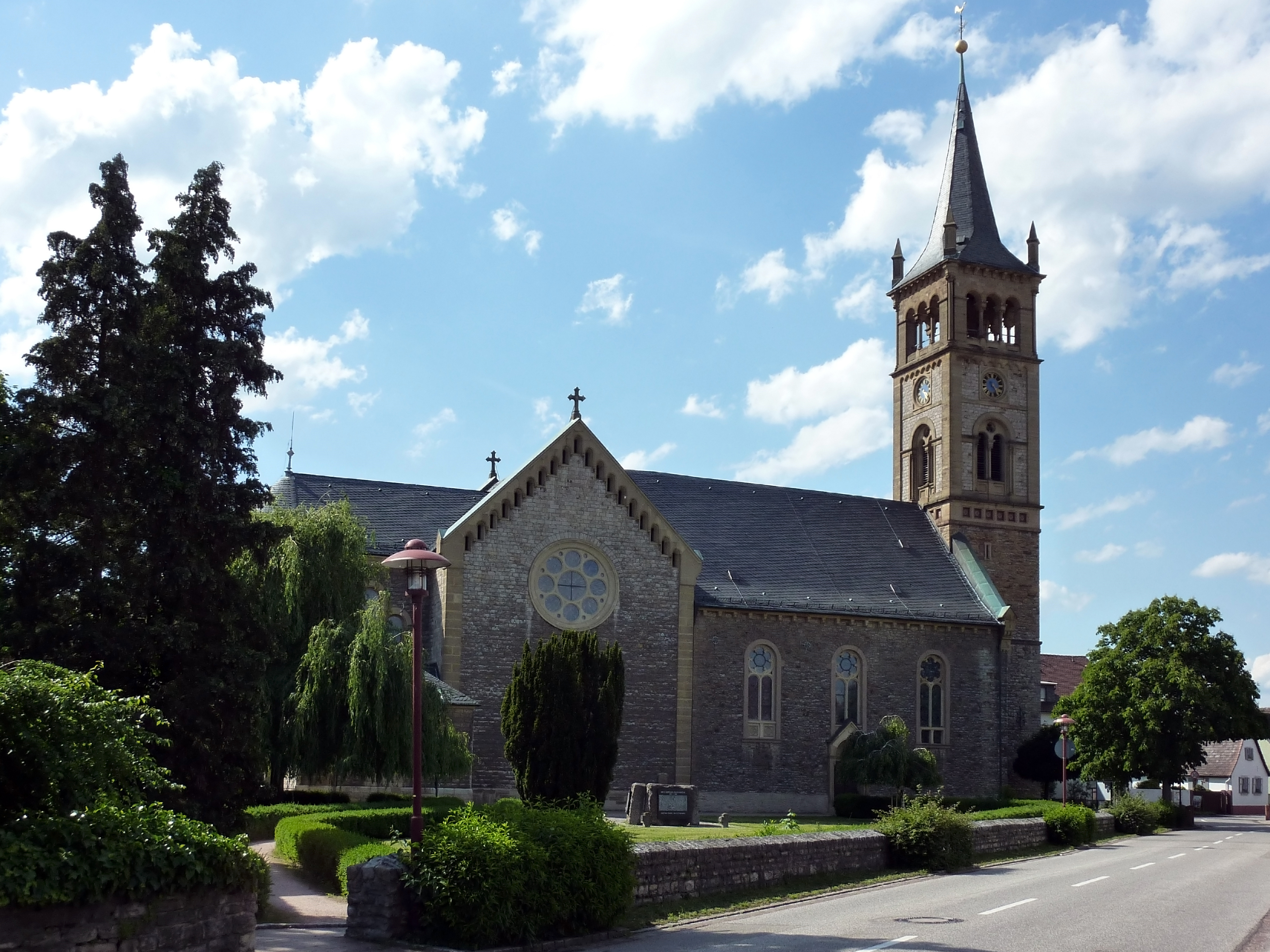
St. Sebastian in Neuthard

Die römisch-katholische Pfarrkirche St. Sebastian ist ein geschütztes Kulturdenkmal nach dem Denkmalschutzgesetz. Sie steht in Neuthard, einem Gemeindeteil von Karlsdorf-Neuthard im Landkreis Karlsruhe in Baden-Württemberg. Die Kirchengemeinde gehört zum Dekanat Bruchsal im Erzbistum Freiburg.

## Beschreibung

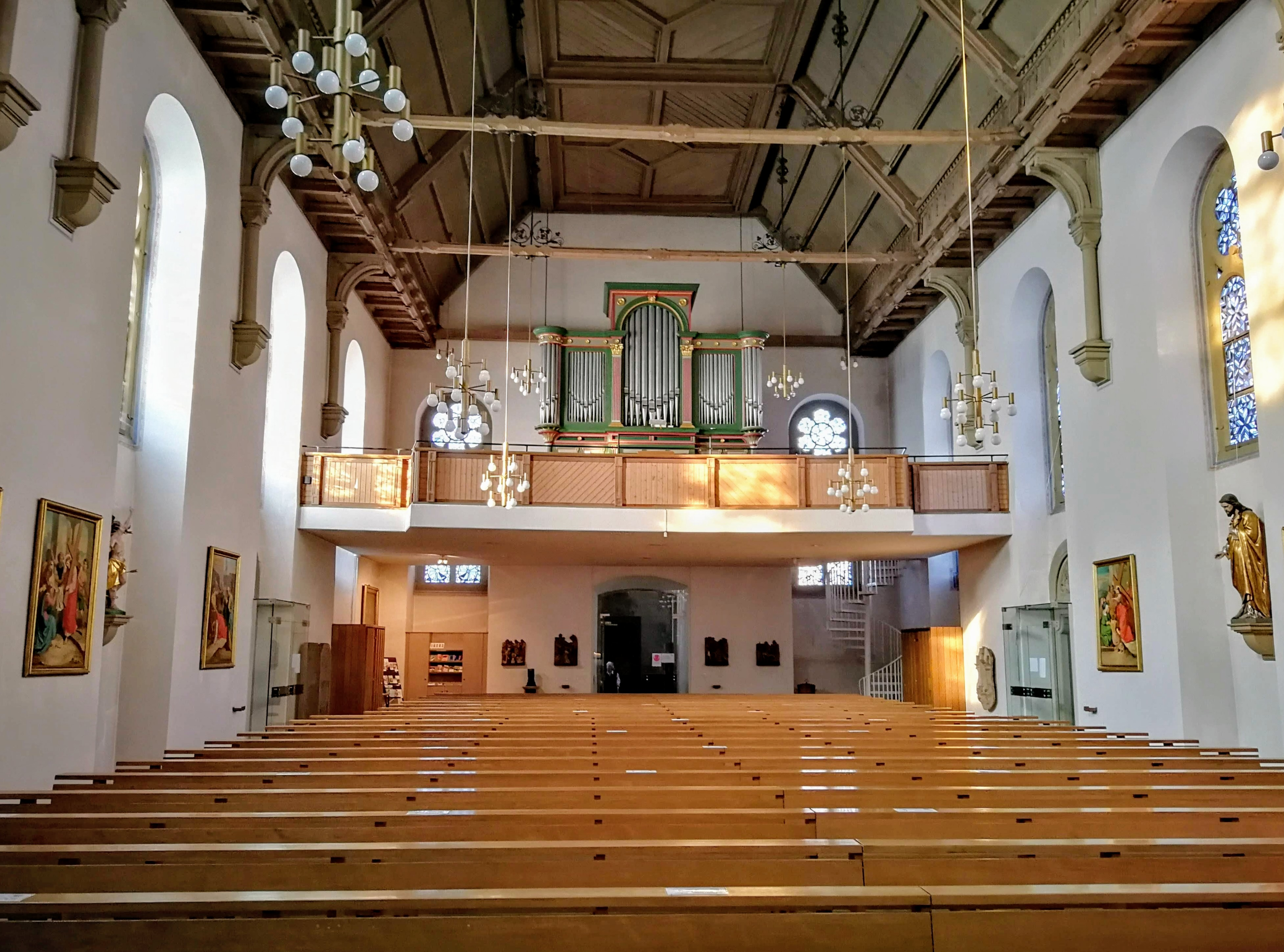
Innenraum, Blick zur Orgel

Die 1789/90 errichtete Saalkirche wurde 1891/92 erweitert und umgestaltet. Sie besteht aus einem Langhaus mit drei vom Vorgängerbau stammenden Fensterachsen und den im Rahmen des Erweiterungsbaus errichteten Südteilen, die aus dem Querschiff und dem eingezogenen, halbrund geschlossenen Chor bestehen. Der im Norden vor dem Langhaus stehende Fassadenturm wurde um drei Geschosse aufgestockt, um die Turmuhr und den Glockenstuhl mit vier Kirchenglocken unterzubringen, und mit einem achtseitigen Knickhelm bedeckt.
Die den Innenraum des Langhauses überspannende Trapezdecke wird durch Zuganker stabilisiert. Der Innenraum des Chors wurde 1880–82 von Valentin Peter Feuerstein ausgemalt. Die Orgel mit 24 Registern, verteilt auf zwei Manuale und Pedal, wurde 1875 durch H. Voit & Söhne erbaut. Eine Restaurierung erfolgte 1988.